# Brandroster
Brandroster ist ein Ortsteil im Stadtteil Refrath von Bergisch Gladbach.

## Geschichte
Die Ortsbezeichnung Brandroster greift den alten Siedlungsnamen An der Brandroster auf, der im Urkataster im Bereich des heutigen Straßenzugs verzeichnet. Das spätmittelalterliche Brandrostergut war Nachfolger des ursprünglichen Wirtshauses an der Brandroster. Dieses Wirtshaus ist im 19. Jahrhundert abgerissen worden.
Zwischen dem 15. und 17. Jahrhundert wurde die Siedlung um eine zweite Hofstelle erweitert. In der Frühneuzeit erfuhr die Siedlung eine weitere Ausdehnung und entwickelte sich zur Dorfschaft Brandroster, die 1828 im Urkataster als Flur VI der Gemeinde Refrath benannt wurde.
Der Name Brandroster ist eine Zusammenstellung aus den mittelhochdeutschen Wörtern brant (= Feuerbrand, brennendes Holzscheit) und rost/roste (= Rost, Scheiterhaufen, auf eingerammten Grundpfählen liegende Balken als Unterlage, Glut). Sie steht in direktem Zusammenhang mit dem örtlichen Gewerbe der Kohlenbrennerei. Es geht dabei um die Anlage eines Meilers, also um die geregelte Verbrennung von Holzscheiten, die geordnet aufgeschichtet wurden.
Die Topographia Ducatus Montani des Erich Philipp Ploennies, Blatt Amt Porz, belegt, dass der Wohnplatz 1715 als Hof kategorisiert wurde und mit Brandrüster bezeichnet wurde.
Carl Friedrich von Wiebeking benennt die Hofschaft auf seiner Charte des Herzogthums Berg 1789 als Brandroster. Aus ihr geht hervor, dass Brandroster zu dieser Zeit Teil der Honschaft Refrath im Kirchspiel Bensberg war.
Unter der französischen Verwaltung zwischen 1806 und 1813 wurde das Amt Porz aufgelöst und Brandroster wurde politisch der Mairie Bensberg im Kanton Bensberg zugeordnet. 1816 wandelten die Preußen die Mairie zur Bürgermeisterei Bensberg im Kreis Mülheim am Rhein. Brandroster war Teil der Pfarrgemeinde Bansberg bis zur Auspfarrung Refrath 1846.
Der Ort ist auf der Topographischen Aufnahme der Rheinlande von 1824, auf der Preußischen Uraufnahme von 1840 und ab der Preußischen Neuaufnahme von 1892 auf Messtischblättern regelmäßig als Brandroster oder ohne Namen verzeichnet.
Aufgrund des Köln-Gesetzes wurde die Stadt Bensberg mit Wirkung zum 1. Januar 1975 mit Bergisch Gladbach zur Stadt Bergisch Gladbach zusammengeschlossen. Dabei wurde auch Brandroster Teil von Bergisch Gladbach.
| Jahr | Einwohner | Wohn- gebäude | Kategorie  |
| ---- | --------- | ------------- | ---------- |
| 1822 | 40        |               | Bauergut   |
| 1830 | 17        |               | Bauerngut  |
| 1845 | 63        | 12            | Bauergüter |
| 1871 | 76        | 16            | Hofstelle  |
| 1885 | 83        | 18            | Wohnplatz  |
| 1895 | 86        | 14            | Wohnplatz  |
| 1905 | 86        | 19            | Wohnplatz  |